# Vĩnh Hảo (xã)
Vĩnh Hảo là một xã thuộc tỉnh Lâm Đồng, Việt Nam.
Xã Vĩnh Hảo có diện tích 77,57 km², dân số năm 2003 là 6.430 người, mật độ dân số đạt 83 người/km².